# Zamek Wetter
Zamek Wetter (niem. Burg Wetter) – zabytkowy zamek w Wetter (Ruhr, Nadrenia Północna-Westfalia).
Zamek został zbudowany w 1274, kiedy hrabia Engelbert I von Mark oddał warownię swojemu synowi Eberhardowi I von Mark z okazji jego ślubu z Irmgard von Berg. Wetter był uważany za jeden z czterech głównych zamków hrabstwa Mark.

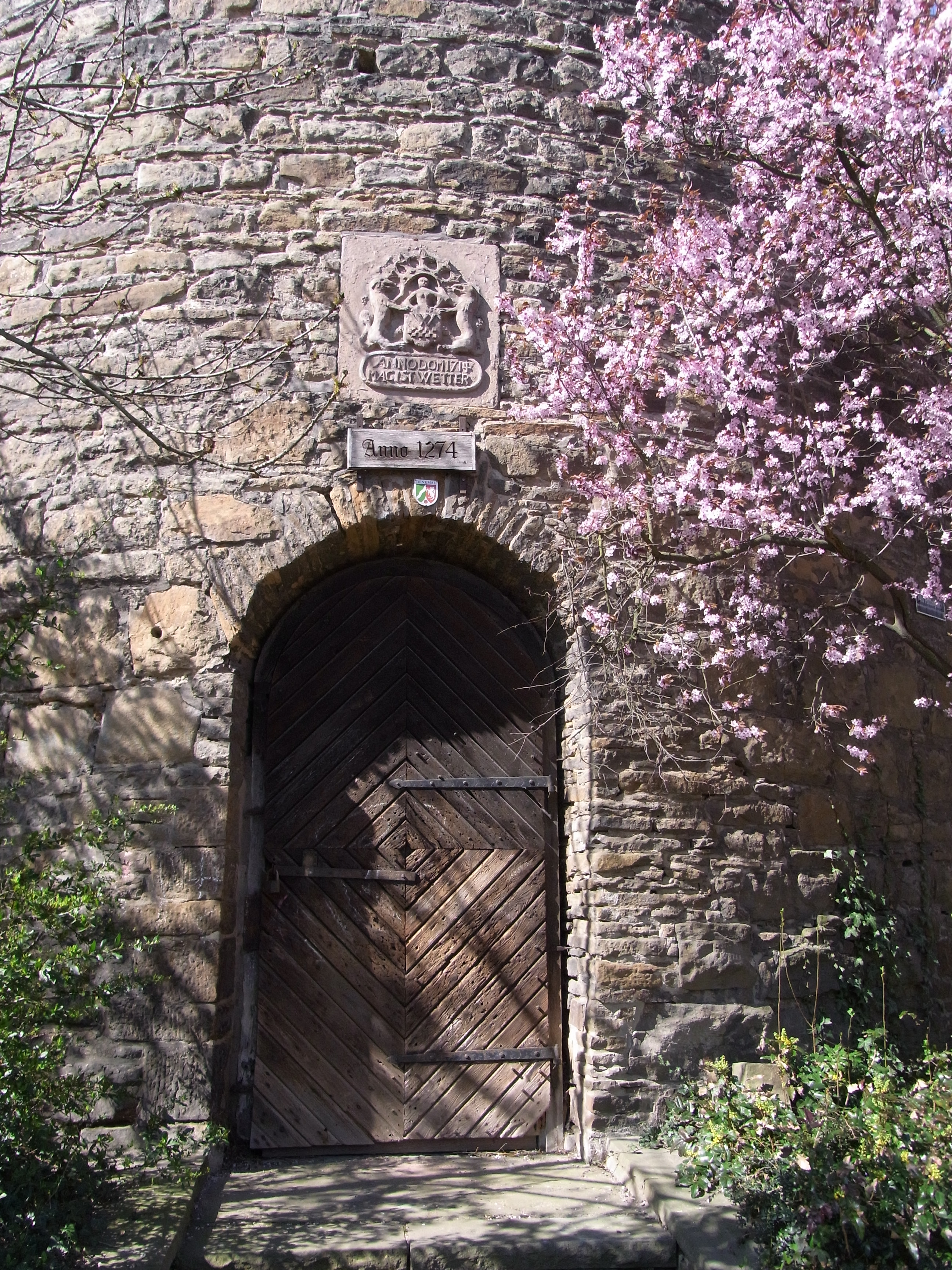
Wejście z herbem i rokiem 1274
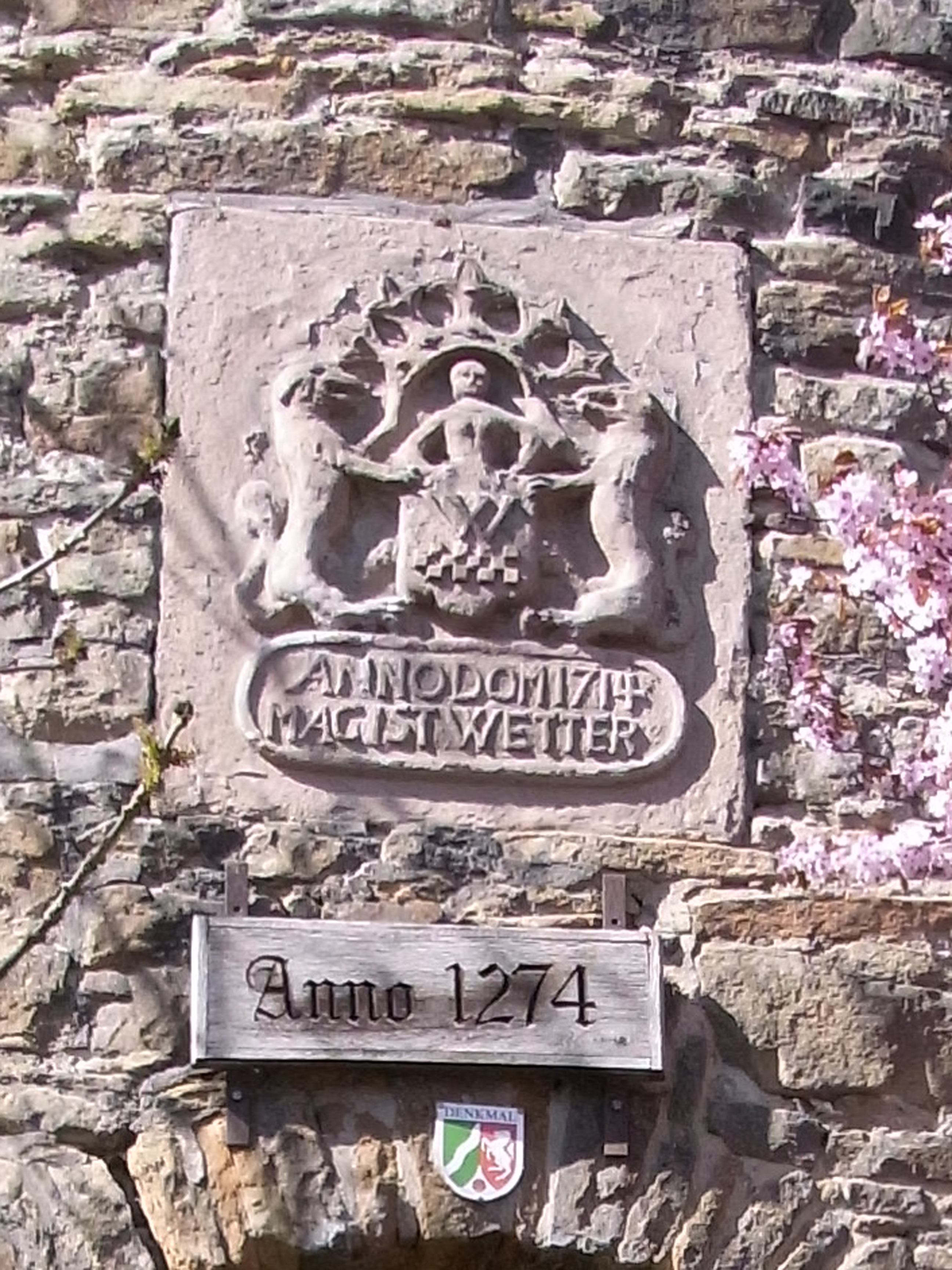
Herb na wieży z rokiem 1714
Herb miasta Wetter (Ruhr) do 1970
Herb hrabstwa Mark
Zamek w XIX w.